# Ca la Lores Susqueda
Ca la Lores Susqueda és una casa d'Amer (Selva) inclosa a l'Inventari del Patrimoni Arquitectònic de Catalunya.

## Descripció
Immoble de tres plantes cobert amb una teulada plana i aterrassada. Està ubicat al costat esquerre del carrer Abat Vilafreser, però al mateix temps fa cantonada amb un petit i estret carreró.
La façana principal, que dona al carrer Abat Vilafreser, està estructurada internament en dues crugies. La planta baixa consta de dues obertures rectangulars com són una finestra, equipada únicament amb muntants de pedra i sense llinda, i el portal d'accés amb llinda monolítica i muntants de pedra.
En el primer pis trobem dues obertures rectangulars projectades com a balconades amb les seves respectives baranes de ferro forjat. L'obertura de l'extrem dret consta de llinda monolítica en la qual es pot llegir la següent inscripció:
"1 7 JOSEPHICARBONES 6 9"
El segon pis presenta un esquema formal semblant al de l'anterior, amb l'única diferència que no hi ha dues balconades sinó que solament una.
Remarcar a mode d'apunt, que el treball de la forja de les baranes és molt poc encertat i destre tant des del punt de vista tècnic com des de l'òptica plàstica i estètica. I és que el resultat final són unes baranes mediocres mancades de qualsevol tipus de gràcia compositiva.
Tanca la façana en la part superior una cornisa sostentada per unes mènsoles de guix molt fredes i austeres, sense cap mena de decoració aparent.

## Història
El carrer Abat Vilafreser, en el qual trobem inscrit aquest immoble, pertany a un dels barris més importants d'Amer com és el Pedreguet. Es tracta d'un barri emblemàtic que té en el carrer Girona un dels seus màxims exponents, com així ho acredita el fet de ser una de les principals artèries del nucli des de l'edat mitjana, com també ser l'eix vertebrador del barri.
En la fitxa original del Servei de Patrimoni núm. 26.468, l'immoble apareix denominat com "Habitatge al carrer Abat Vilafreser 13". Després de posar-nos en contacte amb l'erudit local Joan López Grau (arxiu fotogràfic d'Amer), aquest ens va proporcionar un calendari molt valuós que havia editat aquest any l'Ajuntament d'Amer, en el qual apareixia el nom popular de la majoria de cases del barri del Pedreguet, format entre molts altres carrers, pel carrer Girona. En el calendari sortia que l'immoble núm. 17 del carrer Girona, era conegut com a "Can la Lore Susqueda".